# فلچر کریستین
فلچر کریستین (Fletcher Christian)‏ (۲۵ سپتامبر ۱۷۶۴ تا ۲۰ سپتامبر ۱۷۹۳ میلادی)، یکی از مسترز میت‌های روی عرشه‌ای HMS بونتی طی سفر دریایی ناوبان یکم ویلیام بلای به تاهیتی در سال‌های ۱۷۸۷–۱۷۸۹ برای درخت نان بود. در شورش در بونتی، کریستین حکم کشتی را از بلای در ۲۸ آوریل ۱۷۸۹ میلادی دریافت کرد. برخی از متمردان در تاهیتی رها شدند، در حالی که کریستین، هشت متمرد دیگر، شش تاهیتی مرد و یازده تاهیتی زن در جزایر پیت‌کرن استقرار یافته و «بونتی» سوزانده شد. پس از اینکه در ۱۸۰۸ میلادی زیستگاه کشف شد، متمرد بازمانده گزارش‌های متعارضی را در رابطه به نحوه مرگ کریستین ارائه نمود.

## اوان زندگی

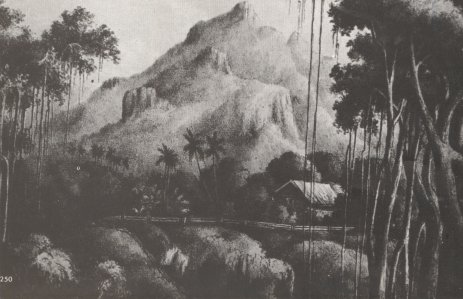
خانه فلچر کریستین

کریستین در ۲۵ سپتامبر ۱۷۶۴ میلادی بدنیا آمد. منزل خانوادگی او در «مورلند کلوز»، ایگلزفیلد نزدیک کوکرموث در کامبرلند انگلستان بود. سمت پدری فلچر از جزیره من نشأت گرفته بود و بسیاری از نسل اجداد پدری او از نظر تاریخی دیمسترها بودند که نام خانوادگی اصیلشان مک‌کریستین بود.
فلچر برادر ادوارد و هامفری بود. او یکی از سه پسر چارلز کریستین اهل مورلند کلوز و اهل ملک «اوانریگ هال» در دیرهام، کامبرلند بود که از نسل «attorney-at-law» با تربیت مانکس و همسرش آن دیکسون بود.
ازدواج چارلز با آن باعث شد که بخشی از املاک کوچک مورلند کلوز نصیبش گردد: «تل مستطیلی از ساختمان‌ها … نصف قلعه، نصف مزارع و ابنیه.» این املاک را می‌توان در سمت شمالی جادهٔ کاکماوت به اگرمونت A5086 دید. چارلز در ۱۷۶۸ میلادی هنگامی که فلچر هنوز چهار سال هم نداشت فوت کرد. آن نشان داد که نسبت به مدیریت پول به شدت مسئولیت ناپذیر است. تا ۱۷۷۹ میلادی، هنگامی که فلچر پانزده سال داشت، بدهی آن به ۶۵۰۰ پوند (معادل ۸۹۳٬۱۱۶ پوند امروزی) رسید و دچار سرنوشت زندان بدهکاران گردید. مورلند کلوز گم شد و آن و سه فرزند جوانش مجبور به فرار به «آیسل آف من» شدند که از املاک خویشاوندان او بود، جایی که طلبکاران انگلیسی در آنجا قدرتی نداشتند.
سه تا از پسران بزرگتر کریستین توانستند ۴۰ پوند (معادل ۵٬۴۹۶ پوند امروزی) را برای مادرشان سالانه جمع‌آوری کنند که به خانواده امکان داد تا در فقر نجیبانه‌ای زندگی کنند. کریستین هفت سال را از سن نه سالگی در مدرسه آزاد کاکرماوت سپری نمود. یکی از هم عصری‌های جوان‌ترش در آنجا ویلیام وردزورث بود که از اهالی کاکرماوت به‌شمار می‌رفت. اغلب پیشنهاد شده که این دو نفر «دوستان مدرسه‌ای» بوده‌اند، در حقیقت کریستین شش سال بزرگتر از وردزوورث بود. مادرش «آن» در ۱۸۱۹ میلادی در «آیسل آف من» فوت کرد.

## حرفه دریایی
فلچر کریستین حرفه دریایی خویش را در سن بالا شروع کرد و به نیروی دریایی پادشاهی بریتانیا، به عنوان پسر کابین پیوست، هنگامی که به سن هفده سالگی رسیده بود (میانگین سنی برای این موقعیت بین ۱۲ تا ۱۵ سال بود). او بیش از یک سال را در یک کشتی خطی درجه سوم همراه با فرمانده آینده‌اش ویلیام بلای خدمت کرد. ویلیام بلای به عنوان ناوبان ششم کشتی گماشته شد. سپس کریستین در کشتی پست درجه ششم HMS ائورودیکه مبدل به میدشیپمن شد و شش ماه پس از این که به دریا رفت «مسترز میت» شد. فهرست نقش‌های HMS ائورودیکه نشان می‌دهد که کریستین برای یک سفر دریایی ۲۱ ماهه به هند ثبت نام شده بود. همچنین این فهرست نشان می‌دهد که کریستین بیش از انتظارات ظاهر شده بود چرا که: «حدود هفت ماه خارج از انگلستان، از میدشیپمن به مسترز میت ارتقاء یافته بود».
پس از بازگشت «ائورودیکه» از هند، کریستین به میدشیپمن تنزل درجه داده شد و با نیروی دریایی تسویه حساب شد. او که قادر نبود تا برای سمت میدشیپمن دیگری را بیابد، تصمیم گرفت تا به ناوگان تجاری بریتانیایی پیوسته و و در کشتی «بریتانیا» متعلق به ویلیام بلای مشغول به کار شد. خود بلای نیز از نیروی دریایی بریتانیا بیرون رفته و اکنون ناخدای یک کشتی تجاری شده بود. بلای کریستین را در دفتر کشتی به عنوان سرناو ثبت کرده و پذیرفته بود، اما به او تمامی حقوق یک افسر کشتی شامل غذاخوردن و استراحت در اقامتگاه افسران را به او داد. کریستین در سفر دریایی دوم به جامائیکا به همراه بلای، به عنوان میت دوم رتبه‌بندی‌شد.
بلای در ۱۷۸۷ میلادی از کریتستین خواست که در عرشه HMAV بونتی برای مدت دو سال سفر دریایی اتنقال درختنان از تاهیتی به ایندیز غربی خدمت کند. بلای ابتدا تماماً انگیزه داشت تا کریستین به عنوان مستر خدمت کند، اما هیئت دریایی خواسته او را به دلیل کم بودن سال‌های خدمت به عنوان یک بالارتبه رد کرده و جان فرایر را به جای او گماشت. کریستین به عنوان مسترز میت نگه داشته شد. سال بعد آن، در میانه سفر دریایی بونتی، بلای کریستین را به عنوان ناوبان کنشگر گماشته و ازین رو ارشد فرایر کرد.
در ۲۸ آوریل ۱۷۸۹ میلادی، فلچر کریستین شورشی را بر روی عرشه بونتی رهبری کرده و ازین نقطه به بعد به عنوان یک یاغی در نظر گرفته شد. او به صورت رسمی از رتبه دریایی‌اش در مارس ۱۷۹۰ میلادی خلع شده و پس از بازگشت بلای به انگلستان اخراج شده و شورش را به هیئت دریاسالاری گزارش نمود.

## شورش در بونتی
در ۱۷۸۷ میلادی، کریستین به توصیهٔ بلای به عنوان مسترز میت در بونتی جهت سفر اکتشافاتی درخت نان به تاهیتی گماشته شد. طی سفر رفت دریایی، بلای او را به عنوان ناوبان یکم کنشگر گماشت. بونتی در ۲۶ اکتبر ۱۷۸۸ میلادی رسید و کریستین پنج ماه بعدی را در آنجا سپری نمود.
بونتی با محموله درخت نان در ۴ آوریف ۱۷۸۹ میلادی سفر دریایی اش را آغاز نمود. در حدود ۱۳۰۰ مایل غرب تاهیتی نزدیک تونگا، شورشی در ۲۸ آوریف ۱۷۸۹ میلادی شکل گرفت که توسط کریستین رهبری می‌شد. براساس گزارش‌ها، ملوانان به زندگی «بی‌نقص» و فرصت‌های جنسی که در جزیره تاهیتی واقع در اقیانوس آرام وجود داشت جذب شده بودند. همچنین دلیل آورده‌اند که آن‌ها تحت رفتارهای تند بلای برانگیخته شده بودند. هجده شورشی بلای را در قایق کوچکی به همراه هجده تا از بیست و دو خدمه وفادار به او شناور ساختند.
پس از این شورش، کریستین تلاش نمود تا یک مستعمره در توبوای بسازد، اما در آنجا شورشیان با بومیان دچار تنش شدند. هنگام با ترک جزیره، او اندکی در تاهیتی درنگ کرد و با مایمیتی در ۱۶ ژوئن ۱۷۸۹ میلادی ازدواج کرد که دختر یکی از رؤسای محلی بود. در حالی که در تاهیتی بود، ۱۶ تا از افراد عرشه را پیاده کرد. این شانزده نفر شامل چهارتا از وفادارن بلای بودند که از بونتی بیرون انداخته شده بودند و دو نفر دیگر که نه مشارکتی در شورش داشته و نه مقاومت کرده بودند. سپس نه شورشی دیگر، شش مرد تاهیتی و یازده زن تاهیتی به سمت شرق دریانوردی نمودند. در این زمان، آن‌ها در جزیره پیتکیرن لنگر انداختند و در آنجا بونتی را از تمامی چیزهایی که می‌توانست شناور باشد پیش از «متیو کوینتال» خالی کرده و به آتش کشیدند. در نتیجه عدم تعادل جنسی و به بردگی گرفتن مردان تاهیتی توسط شورشیان، طفیانی رخ داد و بسیاری از مردان کشته شدند.